# 丽江独活
丽江独活（学名：Heracleum likiangense）为伞形科独活属的植物，是中国的特有植物。分布在中国大陆的云南等地，生长于海拔1,350米的地区，常生于高山草场，目前尚未由人工引种栽培。